# Голоцкий сельсовет
Голоцкий сельсовет — административная единица на территории Пуховичского района Минской области Белоруссии. Административный центр — агрогородок Голоцк.

## История
20 августа 1924 года создан в составе Смиловичского района Минского округа с центром в деревне Голоцк.
Административное подчинение:
- с 20.8.1924 — в Смиловичском районе
- с 8.7.1931 — в Пуховичском районе
- с 12.2.1935 — в Руденском районе
- с 20.1.1960 — в Пуховичском районе.

Во время Великой Отечественной войны с июня 1941 до июля 1944 года сельсовет был оккупирован немецкими войсками.
28 мая 2013 года в состав сельсовета переданы населённые пункты Зазерье, Лешница, Токарня, Ясновка, входившие в состав Пережирского сельсовета.

## Состав
Голоцкий сельсовет включает 15 населённых пунктов:
- Ваньковщина — деревня.
- Голоцк — агрогородок.
- Зазерье— агрогородок.
- Кодуново — деревня.
- Лешница — деревня.
- Лысовщина — деревня.
- Моторово — деревня.
- Моторовщина — деревня.
- Пески — деревня.
- Сининки — деревня.
- Токарня — деревня.
- Труд — деревня.
- Фелицианово — деревня.
- Хозянинки — деревня.
- Ясновка — деревня.